# Karolina-papagáj
A Karolina-papagáj (Conuropsis carolinensis) a madarak osztályának papagájalakúak (Psittaciformes) rendjébe és a papagájfélék (Psittacidae) családjába tartozó Conuropsis nem egyetlen kihalt faja.

## Előfordulása ,
Az Amerikai Egyesült Államok keleti részén élt. A természetes élőhelye a mérsékelt övi erdőkben volt.

## Alfajai
- Conuropsis carolinensis carolinensis (Linnaeus, 1758)
- Conuropsis carolinensis ludoviciana (Gmelin, 1788)

## Megjelenése
Tollazata zöld, kivéve piros fejét és sárga torkát.

## Kihalása
A 19. században még gyakorinak számított. A természetben az utolsó példányokat 1904-ben Floridában gyűjtötték, bár nem megerősített megfigyelések még 1930-as években is voltak. Az utolsó fogságban tartott madár a Cincinnati Állatkertben pusztult el 1918-ban. A gyümölcsösökben tett károk miatti üldözés és az élőhelyének pusztulása okozta a kihalását.